# Agaricus deserticola
Agaricus deserticola, comúnmente conocido como Agaricus gasteroide, es una especie de hongo de la familia Agaricaceae. Encontrada solo en el suroeste y oeste de Norteamérica, A. deserticola está adaptada para crecer en hábitats secos o semiáridos. Los cuerpos fructíferos son secotioides, lo que significa que las esporas no se descargan a la fuerza y el sombrero no se expande completamente. A diferencia de otras especies de Agaricus, A. deserticola no desarrolla verdaderas branquias, sino un sistema complejo y  una red de tejido productor de esporas llamado gleba. Cuando el velo parcial se rompe o se desprende del tallo o el sombrero se divide radialmente, la gleba marrón negruzca queda expuesta, lo que permite que las esporas se dispersen.
Los cuerpos fructíferos pueden alcanzar alturas de 18 cm (7,1 pulgadas), con sombreros de hasta 7,5 cm (3,0 pulgadas) de ancho. Los duros duros tallos leñosos miden de 1 a 2 cm (0,4 a 0,8 pulgadas) de ancho y se engrosan hacia la base. Los  cuerpos fructíferos crecen solos o esparcidos por el suelo en los campos, praderas o ecosistemas áridos. Otros hongos con los que A. deserticola podría confundirse incluyen las especies de hongos de desierto Podaxis pistillaris y Montagnea arenaria. La comestibilidad de los hongos Agaricus deserticola no se conoce de manera definitiva. Anteriormente llamado Longula texensis (entre varios otros sinónimos), el hongo fue trasladado al género Agaricus en 2004 después de que el análisis molecular mostró que estaba estrechamente relacionado con las especies de ese género. En 2010, su epíteto específico se cambió a deserticola después de que se descubrió que el nombre Agaricus texensis era ilegítimo, ya que se había publicado anteriormente para una especie diferente.

## Historia taxonómica
La especie fue descrita científicamente por primera vez como Secotium texense por Miles Joseph Berkeley y Moses Ashley Curtis en 1873, basándose en especímenes enviados desde el oeste de Texas. George Edward Massee lo transfirió al género Gyrophragmium en 1891, debido a su parecido con la especie Gyrophragmium delilei, y porque sintió que la estructura de la volva así como la morfología interna de la gleba lo excluía de Secotium. En 1916, William Murrill incluyó la especie en Gymnopus, pero no explicó el motivo de la transferencia genérica. En una publicación de 1943, Sanford Myron Zeller comparó varios géneros de secotioides similares: Galeropsis,Gyrophragmium y Montagnea. Concluyó que la especie no se ajustaba a los límites establecidos para el géneroGyrophragmium y, por lo tanto, creó el nuevo género Longia con Longia texensis como especie tipo. El nombre del género fue en honor a William Henry Long, un micólogo estadounidense conocido por su trabajo en la descripción de Gasteromycetes. Zeller también mencionó dos sinónimos adicionales: Secotium decipiens (Peck, 1895), y Podaxon strobilaceous (Copeland., 1904). Dos años más tarde, en 1945, Zeller señaló que el uso del nombre Longia era insostenible, ya que ya se había utilizado para un género de royas descritas por Hans Sydow en 1921,  por lo que propuso el nombre Longula e introdujo la nueva combinación Longula texensis además de L. texensis var. major. La especie fue conocida con este nombre durante unos 60 años, hasta que un estudio filogenético de 2004 reveló la estrecha relación evolutiva del taxón con Agaricus, una posibilidad insinuada por Curtis Gates Lloyd  un siglo antes. Esto resultó en un nuevo nombre en ese género, pero pronto salió a la luz que el nombre Agaricus texensis ya había sido utilizado, irónicamente, por Berkeley y Curtis mismos en 1853, para un taxón ahora tratado como sinónimo de Flammulina velutipes. Dado que esto convirtió al nuevo Agaricus texensis en un homónimo inutilizable, Gabriel Moreno y sus colegas publicaron el nuevo nombre Agaricus deserticola en 2010. El hongo se conoce comúnmente como Agaricus gasteroide.

## Clasificación y filogenia
La clasificación de Agaricus deserticola ha sido objeto de debate desde que se describió por primera vez el taxón. Algunos micólogos pensaban que era un miembro de los Gasteromycetes, un grupo de hongos en la división Basidiomycota que no descargan activamente sus esporas. Ahora se sabe que los Gasteromycetes son un ensamblaje artificial de hongos morfológicamente similares sin ninguna relación evolutiva unificadora. Cuando la especie era conocida como Gyrophragmium, Fischer pensó que estaba cerca de Montagnites, un género que consideraba miembro de la familia Agaricaceae. Conrad sugirió una relación con Secotium, que creía que era cercana a Agaricus. Curtis Gates Lloyd dijo de Gyrophragmium: "...[eso] no tiene lugar en los Gasteromycetes. Sus relaciones son más cercanas a los Agaricus. Es el eslabón de conexión entre los dos pasando por un lado a través de Secotium a los verdaderos Gasteromycetes". Elizabeth Eaton Morse creía que Gyrophragmium y el género secotioide Endoptychum formaban una transición entre Gasteromycetes y Hymenomycetes (los hongos branquiales).
Ahora se cree que la especie evolucionó a partir de un ancestro Agaricus y se adaptó para sobrevivir en hábitats secos.  Estas adaptaciones incluyen: un sombrero que no se expande (conservando así la humedad); branquias de color oscuro que no expulsan las esporas a la fuerza (un mecanismo que se sabe que depende de la presión de turgencia alcanzable solo en ambientes suficientemente hidratados); y un velo parcial que permanece en los cuerpos fructíferos mucho después de que ha madurado. Esta forma de crecimiento se llama desarrollo secotioide y es típica de otros hongos que habitan en el desierto como Battarrea phalloides, Podaxis pistillaris y Montagnea arenaria. El análisis molecular basado en las secuencias de la subunidad parcial grande del ADN ribosómico y de los espaciadores transcritos internos muestra que A. deserticola está estrechamente relacionada con A. aridicola, pero es distinta.  Un análisis separado mostró que A. deserticola está estrechamente relacionada con Agaricus arvensis y Agaricus abruptibulbus.

## Descripción
El cuerpo fructífero de Agaricus deserticola puede crecer de 5 a 18 cm (de 2,0 a 7,1 pulgadas) de altura. Los especímenes frescos suelen ser blancos, pero envejecerán hasta un bronceado pálido; los cuerpos fructíferos secos son de color gris claro o tostado mezclado con algo de amarillo. El sombrero tiene de 4 a 7,5 cm (1,6 a 3,0 pulgadas) de diámetro, inicialmente cónica, y luego se vuelve de convexa a ampliamente convexa a medida que madura. El sombrero está compuesto por tres capas de tejido distintas: una capa exterior de volva, una capa cuticular media (cutis) y una capa interior (tramal) que sostiene la gleba. La superficie del sombrero es de color blanco con pequeñas escamas elevadas de color amarillo-marrón a marrón; estas escamas son el resultado de la ruptura de la volva y la cutis.
Inicialmente, los sombreros están cubiertos por un peridio, una capa exterior de tejido que cubre. Una vez que el cuerpo fructífero madura y comienza a secarse, la parte inferior del peridio comienza a rasgarse, generalmente a partir de pequeñas hendiduras longitudinales cerca de donde el peridio se adhiere a la parte superior del tallo. Sin embargo, el patrón de desgarro es variable; en algunos casos, las hendiduras pueden aparecer más arriba en el peridio, en otros, el peridio se desgarra de manera más irregular. El peridio también puede romperse de tal manera que parezca que hay un anillo en la parte superior del tallo. El peridio desgarrado expone la gleba interna. La gleba se divide en placas onduladas o laminillas, algunas de las cuales se fusionan para formar cámaras irregulares. La gleba es de un color pardo a pardo negruzco, y se vuelve dura y quebradiza a medida que se seca. La pulpa es firme cuando es joven, blanca y se tiñe de un amarillo claro a brillante cuando está magullada.
El tallo es cilíndrico, de 4 a 15 cm (1,6 a 5,9 pulgadas) de largo y de 1 a 2 cm (0,4 a 0,8 pulgadas) de espesor. Tiene la forma de un palo estrecho y la base puede alcanzar anchos de hasta 4,5 cm (1,8 pulgadas). Por lo general, es de color blanco, se tiñe de amarillo a amarillo anaranjado o rosa cuando se magulla, y se vuelve leñoso con la edad. Los especímenes maduros desarrollan surcos longitudinales en la madurez. Numerosos rizoides blancos están presentes en la base del tallo; estas excrecencias radiculares de micelio fúngico ayudan a que el hongo se adhiera a su sustrato. El ápice del tallo se extiende hacia la gleba para formar una columela que llega a la parte superior del sombrero. Las branquias internas no están adheridas al tallo, pero están adheridas en toda su longitud al interior del sombrero. El velo parcial es grueso, blanco y a menudo se desprende a medida que se expande el sombrero.
Una variedad más grande del hongo ha sido descrita por Zeller, A. deserticola var. major (originalmente Longula texensis var. major), cuyo rango se superpone al de la variedad típica. Sus sombreros son más escamosos que la variedad típica, y varían de 6 a 12 cm (2,4 a 4,7 pulgadas) o más de diámetro, con un tallo de 10 a 25 cm (3,9 a 9,8 pulgadas) y hasta 4,5 cm (1,8 pulgadas) de grosor.

### Características microscópicas
En depósito, como con una impresión de esporas, las esporas aparecen casi negras, teñidas de púrpura. Las esporas son de forma esférica o casi esférica, lisas, de paredes gruesas y carecen de poros germinales. No son amiloides (no absorben yodo cuando se tiñen con el reactivo de Melzer), de color marrón oscuro y tienen dimensiones de 4,5 a 7,5 por 5,5 a 6,5 µm.  Hay una cicatriz prominente donde la espora una vez estuvo unida al basidio (la célula portadora de esporas) a través del esterigma. Los basidios tienen forma de maza, en su mayoría de cuatro esporas, con esterigmas largos y delgados. A diferencia de otras especies de Agaricus, las esporas de A. deserticola no se disparan, sino que se dispersan cuando se separan de los cuerpos fructíferos secos y maduros después de que el peridio se abre.
La prueba química de Schaeffer se usa a menudo para ayudar a identificar y diferenciar las especies de Agaricus. En esta prueba, se aplica anilina más ácido nítrico a la superficie del cuerpo fructífero y, si es positivo, se forma un color rojo o naranja. Agaricus deserticola tiene una reacción de Schaeffer positiva, similar a las especies de la sección arvensis del género Agaricus.

### Especies similares
Las especies que se parecen a A. deserticola incluyen los hongos del desierto Montagnea arenaria y Podaxis pistillaris. Montagnea arenaria es un pedo de lobo blanquecino con un tallo leñoso hueco y una volva en forma de saco suelto en la base del tallo. Está rematado por una fina capa en forma de disco con branquias negruzcas suspendidas alrededor del margen. Podaxis pistillaris tiene una tapa cilíndrica a ovalada de color blanco a marrón con una pared delgada como el papel sobre un tallo delgado. Cuando está maduro, la tapa contiene esporas en polvo de color marrón oscuro.

### Comestibilidad
La comestibilidad de los cuerpos fructíferos de Agaricus deserticola no se conoce de manera definitiva, y existen opiniones contradictorias en la literatura, y algunas fuentes afirman que se desconoce la comestibilidad y que debe evitarse el consumo. Sin embargo, una guía de campo popular sobre los hongos de Norteamérica sugiere que son comestibles cuando son jóvenes y tienen un olor agradable y un sabor suave.

## Desarrollo de los cuerpos fructíferos

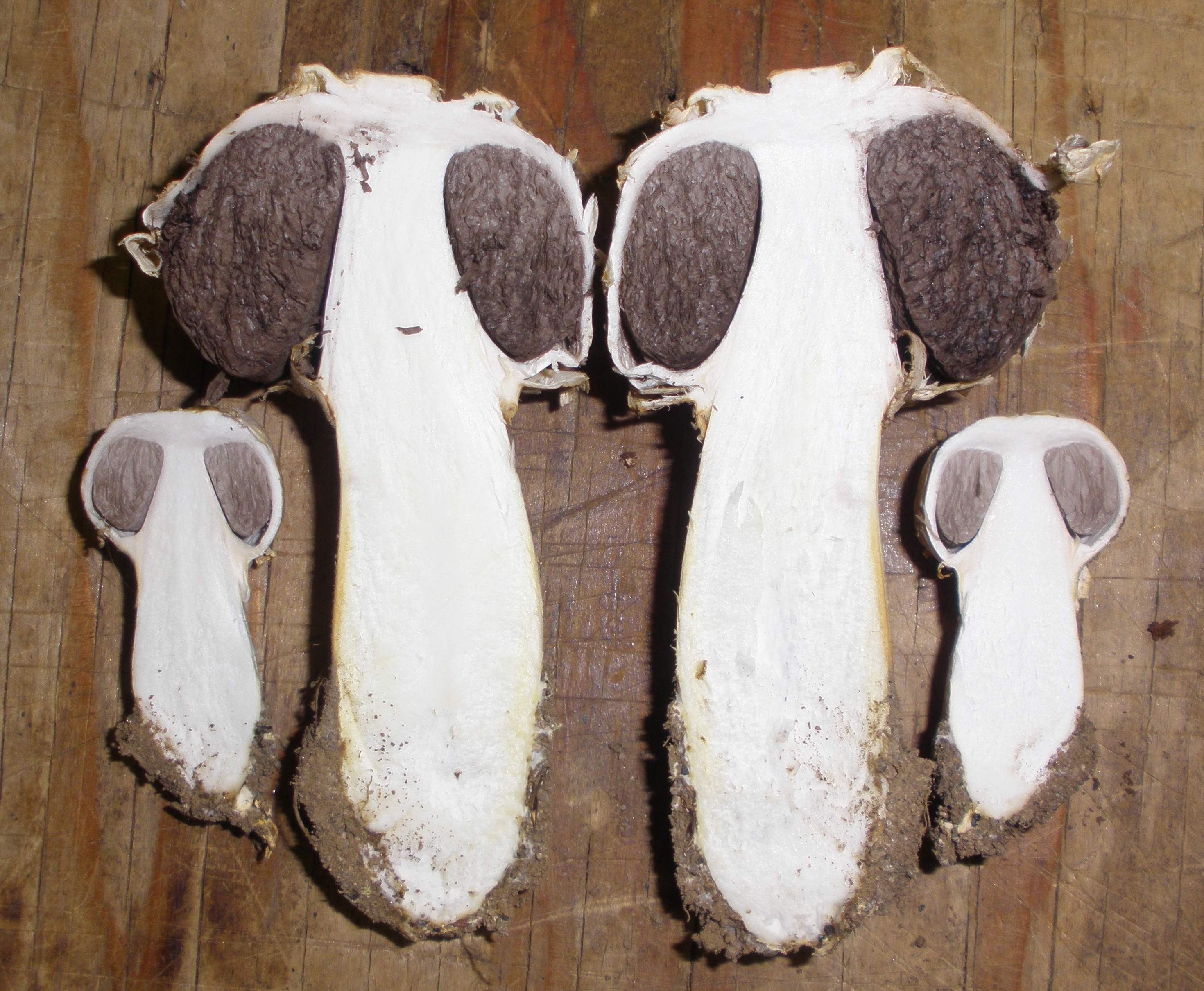
Especímenes jóvenes y viejas cortadas longitudinalmente para revelar tejidos internos.

En uno de los primeros estudios sobre el desarrollo del hongo, los cuerpos fructíferos aparecieron sobre la superficie del suelo dos o tres días después de la lluvia o un riego, y necesitaron entre cinco y ocho días para madurar. Los rizomorfos delgados y frágiles (densas masas de hifas que forman estructuras parecidas a raíces) crecen horizontalmente de 2,5 a 5 cm (de 1,0 a 2,0 pulgadas) por debajo de la superficie del suelo. Los cuerpos fructíferos comienzan como puntas agrandadas en los rizomorfos y se manifiestan como numerosas protuberancias pequeñas, casi esféricas, justo debajo de la superficie del suelo. Cuando los cuerpos fructíferos alcanzan un diámetro de aproximadamente 4 a 6 mm (0,16 a 0,24 pulgadas), las regiones del tallo y peridial comienzan a distinguirse; la región peridial aparece primero como una pequeña hinchazón en el ápice de las regiones del tallo mucho más grandes.
Los cuerpos fructíferos empujan hacia arriba a través del suelo cuando miden aproximadamente 2 cm (0,8 pulgadas) de altura. A medida que avanza el crecimiento, el tallo se alarga y el peridio se vuelve más redondeado, aumentando de tamaño hasta la madurez. Aproximadamente cuando el peridio alcanza 1 cm (0,4 pulgadas) o un poco más de diámetro, la columela ejerce una tensión hacia arriba sobre el tejido del velo parcial y comienza a separarse del tallo. Típicamente, el tejido del velo es más débil cerca de la unión al tallo, en lugar de a la unión en el borde del peridio, y el velo se separa del tallo. El borde inferior del peridio se estira aún más a medida que se tira hacia arriba y hacia afuera. Por lo general, el ambiente árido hace que la gleba se seque rápidamente. Si el tejido del velo en la base del tallo es más fuerte que el que está adherido al borde del peridio, el velo se puede rasgar y permanecer unido al tallo como un anillo. Las escamas comienzan a aparecer en la superficie del peridio de algunos especímenes aproximadamente en este momento.

## Hábitat y distribución
Como otras especies de Agaricus, A. deserticola es saprobio: se alimenta de materia orgánica muerta o en descomposición. Los cuerpos fructíferos se encuentran creciendo individualmente o en ocasiones más numerosos, en elevaciones bajas y típicamente en suelos arenosos. Los hábitats habituales de la especie incluyen tierras secas, matorrales de salvia costera y ecosistemas desérticos. También crece en prados y campos. El área de distribución del hongo está restringida al suroeste y oeste de Norte América, donde fructifica durante todo el año, por lo general durante o después del clima frío y húmedo. Zeller da un rango que incluye como su frontera oriental el centro de Texas, y se extiende hacia el oeste hasta el condado de San Diego, California, y al norte hasta el condado de Josephine, Oregon. El hongo solía ser común en el área de la Bahía de San Francisco antes de que el desarrollo de la tierra redujera sus hábitats preferidos. A. deserticola se ha recolectado en varios estados del noroeste de México, incluidos Sonora, Chihuahua, y Baja California.